# 五位堂検修車庫

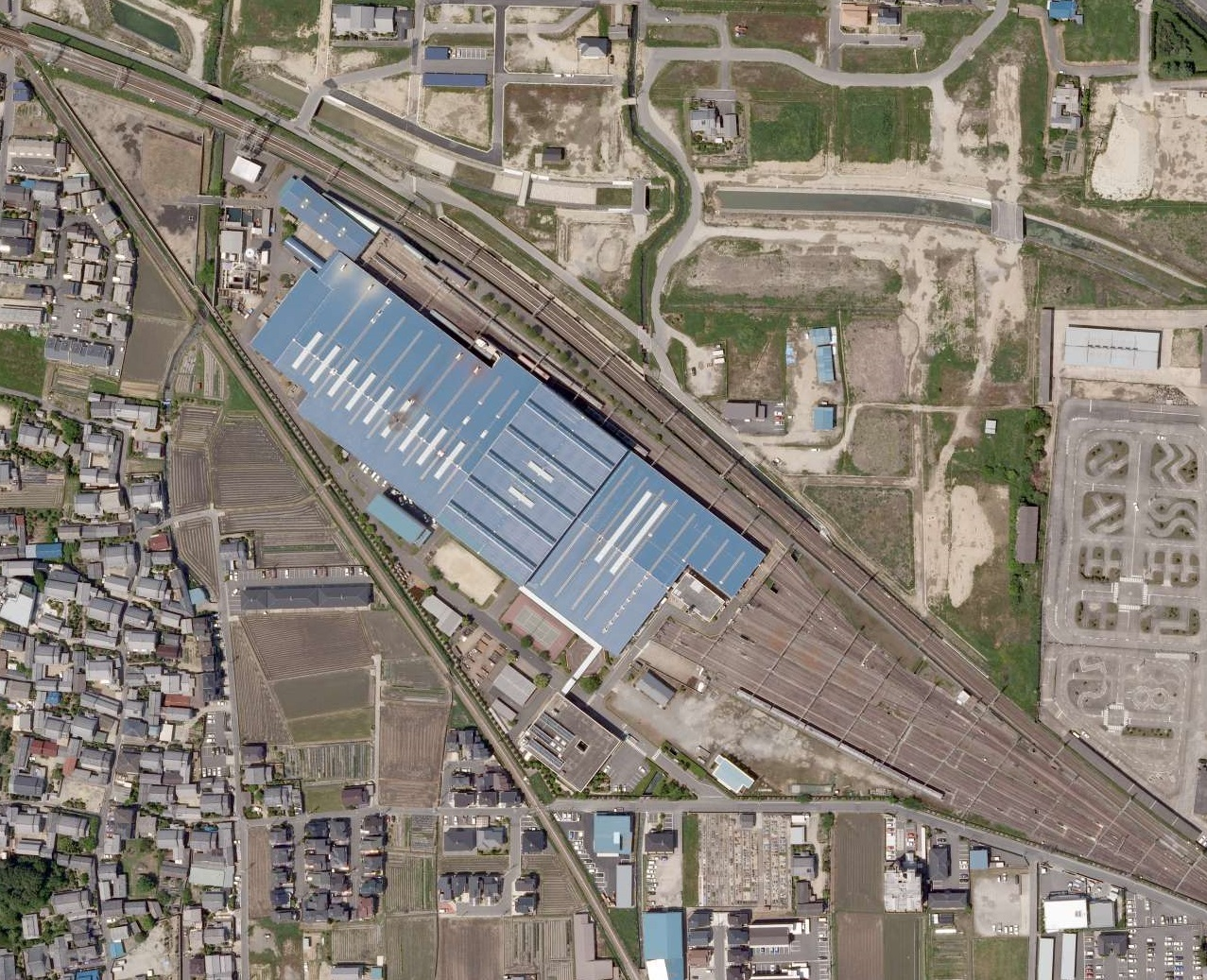
五位堂研修車庫周辺（2008年）
出典：『国土交通省「国土画像情報（カラー空中写真）」（配布元：国土地理院地図・空中写真閲覧サービス）』

五位堂検修車庫（ごいどうけんしゅうしゃこ）は、奈良県香芝市狐井にある近畿日本鉄道の車両工場。近鉄大阪線五位堂駅北西、五位堂駅 - 近鉄下田駅間の線路の南側に位置する。周辺は真美ヶ丘ニュータウンである。

## 概要
1982年10月5日に、それまで旧高安・玉川・古市の3工場で行っていた、車両の全般検査・重要部検査について統廃合する形で新設された。これにより、高安は新車搬入と車体更新工事を行う工場（高安検修センター）に転換し、玉川工場と古市工場は閉鎖された。
開設時は1日あたり4両入場し検査を5日間で行っていたが、その後検査周期が伸びて1日3両の入場で検査日数も6日間に延長され、年間750両を検査していた（1998年時点）。2014年時点では1日2 - 3両の入場で検査日数は7日に変更、2024年現在は重要部・全般検査周期の長期化（2000年以降、全般検査が8年、重要部検査が4年または走行距離60万km以内としている）やロボットへの置き換えなどを行い、1日1.3 - 1.4両の入場となっており、検修両数も開設時の年間約950両から約370両となっている。
施設内の検修設備にはコンピュータによる出場検査や環境対策を施した排水処理施設などの新技術が導入されており、省力化や省エネルギーにも配慮されている。なお施設としては工場に加えて、高安検車区五位堂車庫として50両分の留置線も設けられている。五位堂車庫は大阪線車両の夜間の留置や一時的な留置に利用し、出入庫は五位堂駅を介して行われる。
開設以来、旧上本町営業局の五位堂検修部が運営していたが、2003年の機構変更では大阪輸送統括部の運転車両部に、2006年の機構変更では大阪輸送統括部（現・大阪統括部）の工機部の運営に変更されている。現在の作業は工機部所属者と、2001年に技術部門一部分社化により改称設立された近鉄車両エンジニアリング（旧近畿日本工機）社員によって行われている。なお、配下には高安検修センターと橿原神宮前駅隣接の橿原神宮前台車振替場が属している。

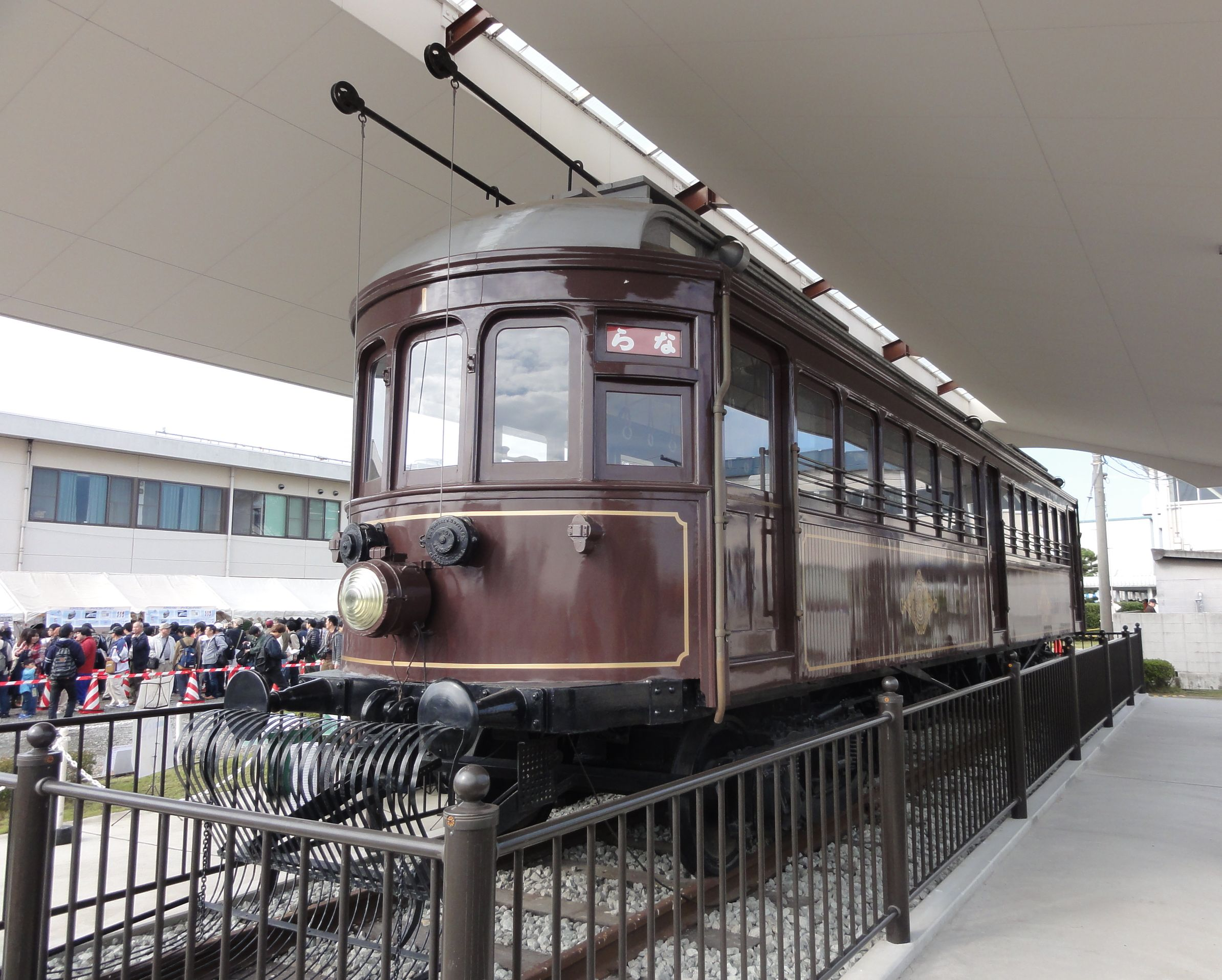
五位堂研修車庫で保存されている大阪電気軌道デボ1形電車14（近鉄モ200形212）

敷地面積は68,835m2。ISO 14001を取得している。元1600系1653が構内入換車として使用されている。正門から入って右手には、デボ1形が保存されている。元は近鉄あやめ池遊園地で保存していたが、閉園に伴い当地へ移設された。

### 検査対象

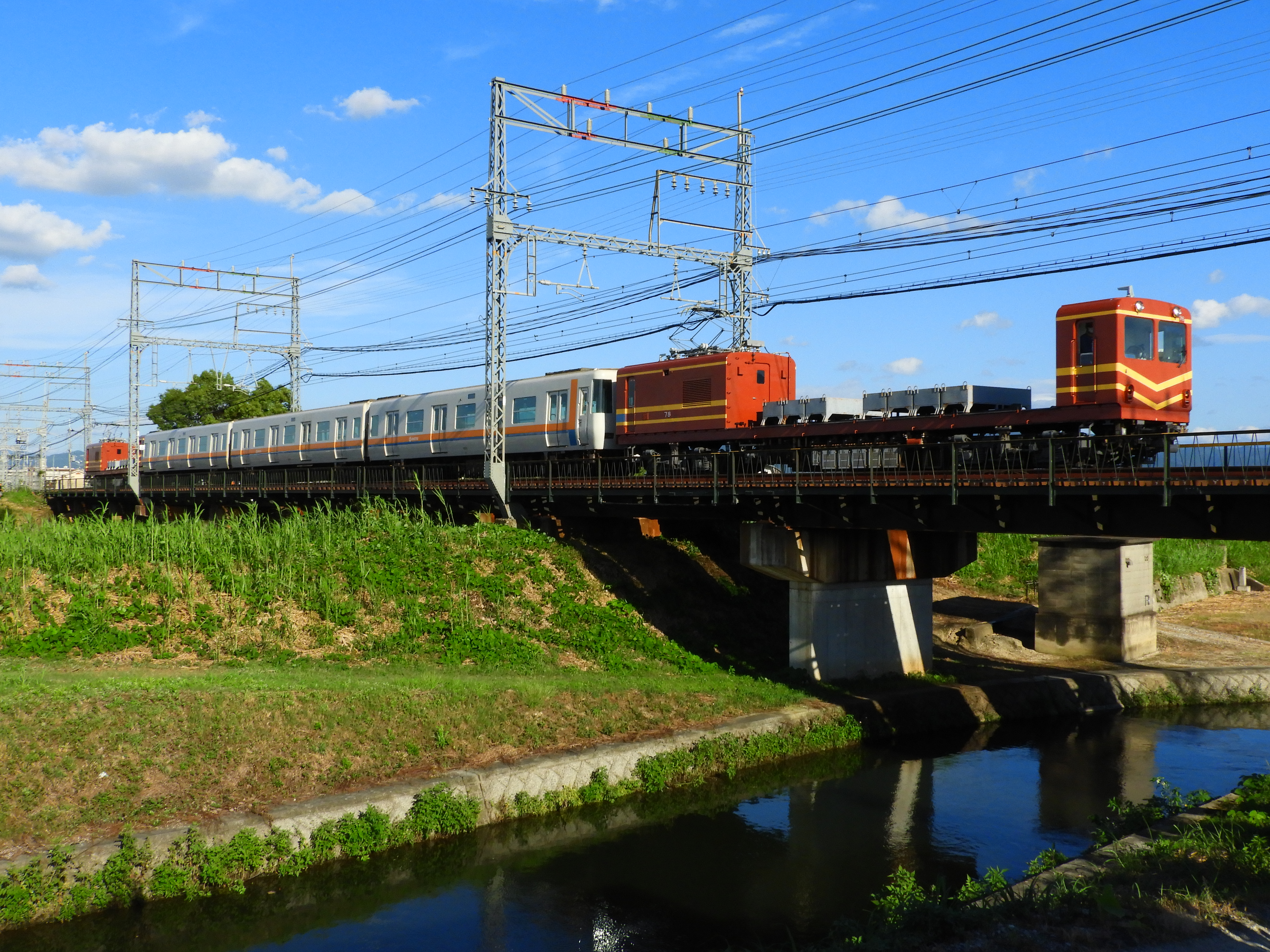
モト75形電動貨車に牽引されて五位堂研修車庫へ回送されるけいはんな線用の7020系
（大阪線 松塚駅 - 真菅駅間）

特急用車両の全てと、東花園車庫・西大寺車庫所属の奈良線・京都線車両、高安車庫・明星車庫所属の大阪線車両、富吉車庫・明星車庫所属の名古屋線車両、東生駒車庫所属のけいはんな線車両、古市車庫所属の南大阪線一般車両の全般検査・重要部検査を行う。2014年現在近鉄が保有する1,969両のうち1,922両（98%）が検査対象となる。
南大阪線の車両は狭軌のため、橿原神宮前駅構内に設けられた台車振替場で台車を標準軌の仮台車に履き替え、狭軌用台車は電動貨車に積み込まれ、電動貨車の牽引で入場する。また、けいはんな線用車両は第三軌条方式のため、第三軌条用の集電装置を台車から取り外すことから自走不可能となるため、電動貨車の牽引で入場する。
なお、子会社の四日市あすなろう鉄道（内部・八王子線）、養老鉄道・伊賀鉄道の車両については、塩浜検修車庫で検査される。かつては名古屋輸送統括部（現・名古屋統括部）所属の一般車のうち大阪線の急勾配区間を通過できない抑速制動未設置車両も同検修車庫で検査を受けていたが、2012年度より本線系の全般検査・重要部検査が五位堂検修車庫に集約されたため、これらの車両も五位堂検修車庫で検査を受けるようになった。なお、五位堂検修車庫への回送のさい、これらの車両は大阪線の33‰下り勾配区間で速度制限が行われる。

### 更新改造対象
従来は上記検査対象車両に対して当車庫と高安検修センターで行なわれていたが、2006年より塩浜検修車庫での検査対象車両についても当車庫と高安検修センターで行われるようになった。

## 一般公開
普段は非公開だが、「きんてつ鉄道まつり」の開催時（例年は10月・11月）に一般公開される。

## 不祥事
2006年3月、2004年9月に開催した当車庫の職場ゴルフコンペで現金1000円から2000円程度の賭けを行っていたことが分かった。当時40代の社員が私物のパソコンに賭けの結果について記録した一覧表を保存していたが、ウィニーを通じてデータが流出したため発覚したもので、参加した社員35人全員が処分対象となった。この件では、同じパソコンから車庫の電気配線図などの内部資料も流出したことが明らかになっている。